# Teufelstonne

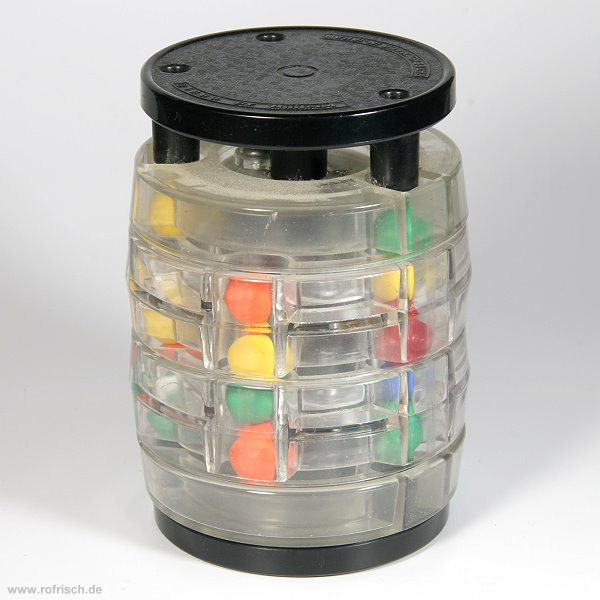
Teufelstonne

Die Teufelstonne ist ein mathematisches 3D-Knobelspiel, vergleichbar dem Zauberwürfel oder dem Zauberturm. Sie wurde von Gunpei Yokoi für Nintendo erfunden und wurde durch das US-Patent 4376537 geschützt. Dieses wurde 1995 wegen Nicht-Bezahlung der Gebühren ausgesetzt und 2018 mit Erreichen der maximalen Laufzeit gelöscht.

## Überblick

### Design
Die Teufelstonne ist vereinfacht ein tonnenförmiger „Zylinder“ aus durchsichtigem Kunststoff, der in sechs übereinander liegende Trommeln unterteilt ist, sowie einem längs der Achse beweglichen „Rahmen“ aus schwarzem Plastik. Dieser Rahmen besteht aus je einem Ober- und Unterteil, die fest miteinander verbunden sind und die Längsachse des Zylinders bilden.
Bezeichnet man die sechs übereinander liegenden Trommeln (Ebenen) mit 1 bis 6, so sind die beiden äußeren 1 und 6 nur gekoppelt beweglich, ebenso sind die Trommeln 2 und 3 sowie 4 und 5 nur gemeinsam um die Zylinderachse drehbar. Jede der vier Trommeln 2 bis 5 hat fünf Kammern, die mit farbigen Kugeln (je vier gelbe, orange, rote, blaue und grüne) gefüllt sind. Die beiden äußeren Trommeln 1 und 6 haben je zwei Leerstellen und drei Kammern, in die die Außenrahmenteile zum Verschieben eingreifen und deshalb gemeinsam nur drei schwarze Kugeln (in der Grundstellung) enthalten, somit verbleiben drei Leerkammern. Eine Auf- oder Abwärtsbewegung des Rahmens ist nur möglich, wenn nach dem Verdrehen der Trommeln alle ihre Kammern genau übereinander stehen.

### Spielprinzip
Die Aufgabe besteht darin, die Kugeln unter Ausnutzung der Leerkammern so zu sortieren, dass jeweils gleichfarbige Kugeln in den übereinander liegenden Kammern der Mitteltrommeln 2 bis 5 zu liegen kommen.